# Josep Puig d'Asprer
José Puig d'Asprer (Barcelona, 24 d'agost de 1870 – Madrid, 13 de novembre de 1938) fou un advocat i polític català.

## Biografia
Fill d'Antoni Puig de Rovira de Barcelona i Narcisa d'Asprer i de Morell d'Almenar. El 1892 es llicencià en dret i destacà en la defensa dels implicats en l'atemptat del Liceu de 1894 i al procés de Montjuïc (1896), tot participant en la comissió que s'encarregà de la revisió del cas el 1898. Des del 1902 milità al Partit Republicà Radical i des del 1905 a la Lliga de Defensa dels Drets de l'Home. El 1909 fou escollit regidor de l'ajuntament de Barcelona, el 1910 president de la Junta de Museus, i el 1917 diputat provincial de Barcelona.
Fou empresonat poc després i el 1919 es va establir a Madrid. Allí va commemorar el 1927 el 50è Aniversari de L'Atlàntida de Jacint Verdaguer a la Real Academia Española i llegí una memòria a la Real Academia de Jurisprudencia y Legislación. També hi va col·laborar amb la Unió de Rabassaires. En proclamar-se la Segona República Espanyola fou nomenat governador civil de Lleida i a les eleccions generals espanyoles de 1931 fou elegit diputat per la província de Girona. El 1934 fou nomenat director general de l'administració local i president de la Comissió Mixta de Traspàs de Serveis a la Generalitat de Catalunya, però dimití poc després i se separà del partit radical per passar a Izquierda Republicana.
Va morir a Madrid el 13 de novembre de 1938. Al seu enterrament van assistir els representants de la Generalitat de Catalunya a Madrid.